# エンドレスイドム
株式会社エンドレスイドムは、徳島県小松島市に本社を置く飲食店を営む企業。
本項では、2017年1月まで事業を行っていた株式会社イドム（英語：IDOMU Co.,Ltd.）に関しても記述する。

## 概要
1993年（平成5年）5月に有限会社四国マネージメントを設立。2017年（平成29年）7月に京都市南区に本社がある株式会社エンドレスイドムへ全事業を譲渡。エンドレスイドムは設立半月後に本社を小松島市へ移転した。株式会社イドムは清算手続に入り、2018年（平成30年）11月に清算が結了し、法人格が消滅した。
2023年（令和5年）現在、「京都ブレッドTAKEMASA」を徳島県内で運営している他、「熱烈タンタン麺 一番亭」、「情熱ホルモン」、「赤から」のフランチャイズ店舗を徳島県と高知県で展開している。

## 沿革

### 株式会社イドム
- 1993年 -有限会社四国マネージメントを設立。
- 1998年 - 一番亭佐古店が開業。
- 2003年 - 株式会社イドムに商号変更。
- 2005年 - いっきゅうさん徳島本店が開業。
- 2006年 - みよし野徳島店が開業。
- 2017年 - 全事業を株式会社エンドレスイドムへ譲渡。
- 2018年 - 法人格消滅。

### 株式会社エンドレスイドム
- 2017年 - 設立。同時に株式会社イドムから全事業を譲受。

## 店舗
- 現行店舗については、店舗案内を参照。

## 展開しているブランド
- 京都ブレッドTAKEMASA
- 他社ブランドのフランチャイズ店
  - 熱烈タンタン麺 一番亭（ダイム）
  - 情熱ホルモン（五苑マルシン）
  - 赤から（甲羅）

### かつて展開していたブランド
- いっきゅうさん - 事業譲渡前は徳島県内でフランチャイズ店2店舗を展開していた。いっきゅうさんのフランチャイザーが秀インターワンからダイナミクスへ変更されたのに伴い、川内店はおかあちゃんへ業態変更。徳島店は2017年に閉店。
- みよし野
- じゃぽん
- 京都焼肉白園
- おかあちゃん